# Bill Aucoin

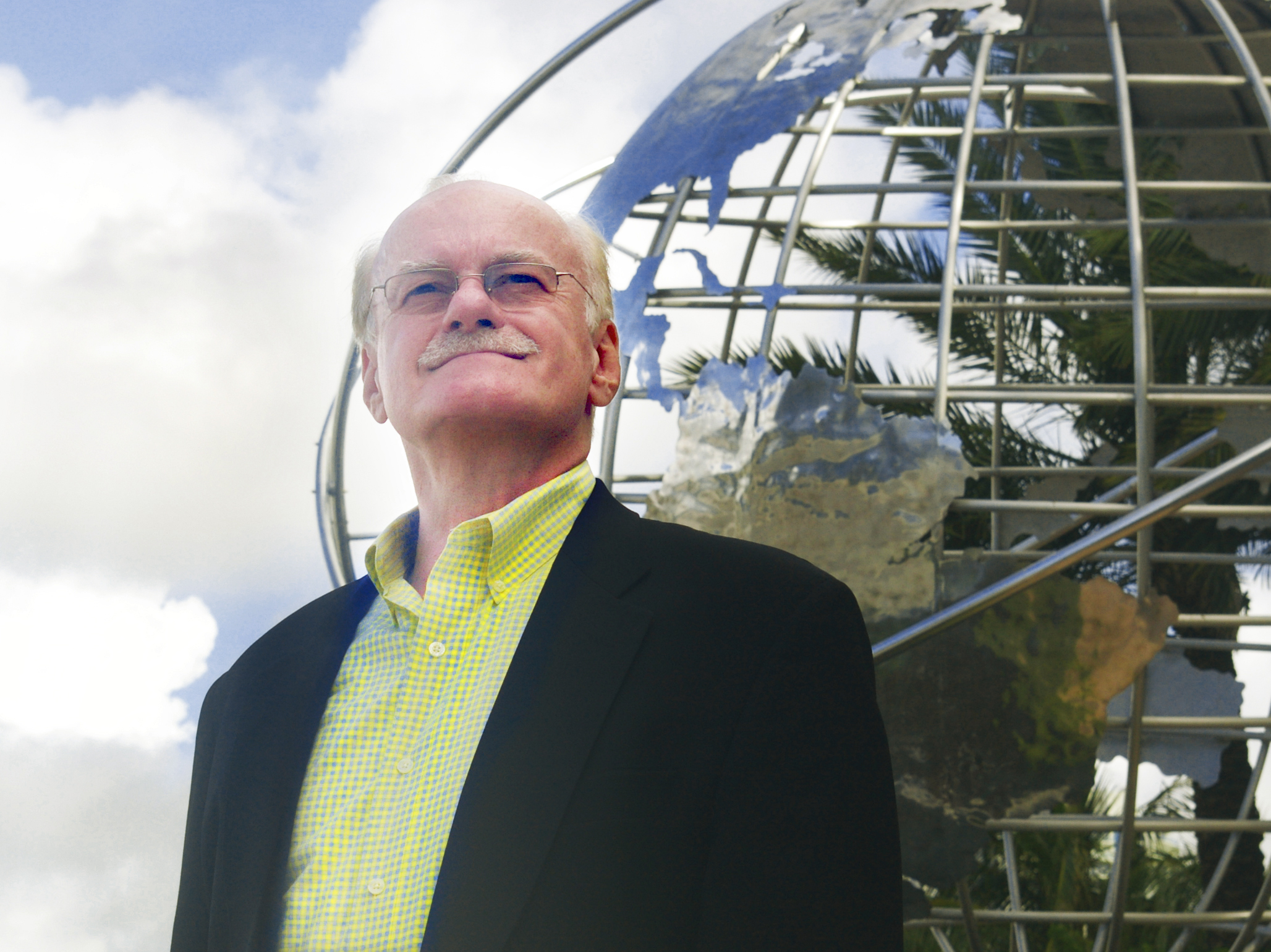
Bill Aucoin 2008

Bill Aucoin (eigentlich: William Martin Aucoin, * 29. Dezember 1943; † 28. Juni 2010 in Aventura, Florida) war ein US-amerikanischer Manager sowie Entdecker und langjähriger Manager der Gruppe Kiss.

## Werdegang
Bill Aucoin wuchs in Ayer, Massachusetts, auf, wo sein Vater ein Restaurant betrieb. Er studierte Betriebswirtschaft an der Northeastern University in Boston. Während dieser Zeit arbeitete er bei verschiedenen Film-Firmen, unter anderem als Kameramann. Er bewarb sich bei „WGBH television“ in Boston, wo er bis zu seinem Abschluss arbeitete und zum Produktionsteam für zwei Sendeformate, Julia Childs' French Chef und Folk Music USA, gehörte.
Nach seinem Abschluss ging er nach New York City und wurde Mitarbeiter bei „Teletape Productions“. Seine Aufgabe war es, Werbeclips für bekannte New Yorker Werbeagenturen zu erstellen, was ihm 1969 einen CLIO Award für den Clip Magic Fabrics (für die Firma Singer) einbrachte.
Außerdem erstellte Aucoin eine Produktion über Barbra Streisand, eine Dokumentation über John F. Kennedy und Werbespots im Zusammenhang mit der Präsidentenwahlkampagne von US-Senator Robert F. Kennedy.
Aucoin drehte als Regisseur und Produzent auch Pilotsendungen für neu entwickelte Formate, zum Beispiel „Saturday Night at the Movement“, das zunächst abgelehnt wurde, aber später als „Saturday Night Live“ das von Aucoin entwickelte Grundkonzept aufgriff und ein riesiger Erfolg für NBC wurde. Außerdem entwickelte er 1973 die TV-Musiksendung „Flipside“, die er auch produzierte und die von NBC gekauft und über 114 Stationen zeitgleich im Radio übertragen wurde. Das Konzept war, in jeder Sendung einen oder zwei Künstler vorzustellen, die ihre Songs live vortrugen. Die Vorstellung übernahm normalerweise der jeweilige A&R-Manager der Plattenfirma des Künstlers. Zwischen April und Juli 1973 wurden 13 Folgen produziert, musikalische Gäste waren unter anderem Blood, Sweat & Tears, Rick Derringer, John Lennon und Edgar Winter. Am 19. Mai 1973 waren Sha-Na-Na und Curtis Mayfield zu Gast, die zum Label „Buddah Records“ gehörten und vom Präsidenten des Labels, Neil Bogart, vorgestellt und interviewt wurden. Bogart sollte später Kiss als erste Gruppe seines eigenen neuen Labels „Casablanca Records“ unter Vertrag nehmen.
Viele Menschen, die für die Sendung „Flipside“ arbeiteten, spielten später eine Rolle, als es um Kiss ging: Co-Produzentin Joyce Biawitz wurde Co-Managerin von Kiss, Produzent Howard Marks übernahm zusammen mit seinem Partner Carl Glickman später das Finanzmanagement für die Gruppe.
Aucoin entwickelte zu dieser Zeit ein starkes Interesse, im Musikbusiness aktiv zu werden, und bemühte sich, Künstler zu finden, die er managen könnte. Er wurde dabei von Joyce Biawitz unterstützt.

## Kiss
Im Sommer 1973 luden die Musiker von Kiss wiederholt Vertreter von Schallplattenfirmen und andere Manager zu ihren Konzerten ein, um so an einen Plattenvertrag zu kommen. Für den 10. August 1973 organisierten sie ein Konzert mit den Vorgruppen „Street Punk“ und „Luger“, luden erneut namhafte Manager und Journalisten ein und organisierten mithilfe der großen Familie von Peter Criss ein fanatisches Publikum. Auch Bill Aucoin saß im Publikum. Er bot der Gruppe an, sie zu managen und ihnen einen Plattenvertrag zu besorgen, ferner gab er an, dass ein Freund von ihm (Neil Bogart) ein neues Label (Casablanca Records) gegründet habe, und Kiss könnten die erste Band auf diesem Label sein. Aucoin sicherte zu, ihnen den Vertrag innerhalb eines Monats zu besorgen, ansonsten würde der Managementvertrag nichtig und Kiss frei von allen Verpflichtungen gegenüber Aucoin sein. Er beeindruckte Stanley und Simmons in einem Gespräch mit der Aussage „Wenn wir das hier machen wollen, wenn ihr interessiert daran seid, hart zu arbeiten, damit dies eine große, wirklich große Gruppe wird, dann wäre ich bereit, soviel wie möglich in euch zu investieren.“ Aucoin hielt Wort und finanzierte die Gruppe bis 1975 wiederholt aus seinem privaten Vermögen. Teilweise übernahm er Kosten bis zu 25.000 Dollar und zahlte mit seiner Kreditkarte.
Aucoin brachte Kiss mit Neil Bogart zusammen, für den noch einmal ein Konzert gegeben wurde, von dem Gene Simmons berichtete: Wir kamen raus und spielten unsere fünf Songs. Neil Bogarts Mund hing förmlich offen. Er hatte keine Idee, worum es ging. Während „Life In The Woods“ legten wir unsere Instrumente ab und rannten ins Publikum. Ich schnappte Neils Hände und klatschte sie für ihn. Am Ende des letzten Songs, „Firehouse“, warfen wir ihm das Konfetti direkt ins Gesicht. Und dann rannten wir aus dem Raum (...).
Bogart nahm die Band unter Vertrag, und Aucoin gründete mit Joyce Biawitz die Produktionsfirma Rock Steady Productions Inc. sowie seine Management-Firma Aucoin Management Inc., die in den 1970er Jahren weitere Künstler unter Vertrag nahm, beispielsweise Piper, Billy Squier, Spider und Starz. 1975 übernahm Aucoin Biawitz' Anteile an den Firmen und zahlte sie aus.
1982 endete die Zusammenarbeit mit Kiss, nachdem deren Alben Dynasty, Unmasked und Music from the Elder mehr oder weniger gefloppt waren und starke Einnahmeverluste verursacht hatten. Paul Stanley und Gene Simmons übernahmen die künstlerische Leitung der Band und übertrugen das übrige Management an ihre bisherigen Finanzmanager Carl Glickman und Howard Marks.
Gemäß seinem Management-Vertrag hatte Kiss Aucoin weiterhin Einnahmeanteile aus Plattenverkäufen und Veröffentlichungsrechten zu zahlen, was bis 1983 auch geschah, danach ließ die finanzielle Situation der Gruppe dies nicht mehr zu. 1986 erklärte sich Aucoin bereit, gegen eine Einmalzahlung in unbekannter Höhe auf seine Rechte zu verzichten.

## Weitere Stationen
1978 produzierte Aucoin als Partner von Joseph Barbera und Terry Morse Jr. den Kiss-Film Kiss Meets The Phantom of The Park (deutscher Titel: Kiss – Von Phantomen gejagt). 1981 betreute Aucoin die Metal-Band Manowar, 1982 nahm er Billy Idol unter Vertrag, er förderte und betreute ihn bis 1985. Anfang der 1990er Jahre zog er sich aus dem Geschäft zurück, startete aber 1998 einen erneuten Anlauf mit der Band „Flipp“. 2007 gründete er die Firma Aucoin Globe Entertainment, die Crossbreed, Lordi, Nothing Rhymes with Orange, Evan Saffer, The Early Strike, Tantric und Fernando Perdomo betreut.

## Tod
Bill Aucoin litt an Prostatakrebs und starb am 28. Juni 2010 im Aventura Hospital and Medical Center in Aventura, Florida. Er hinterließ seinen langjährigen Lebensgefährten Roman Fernandez sowie seine beiden Schwestern, Betty Britton und Janet Bankowski.

Gene Simmons und Paul Stanley veröffentlichten folgenden Nachruf: 

„Bill Aucoin, unser unersetzlicher erster Manager, Mentor und geliebter Freund, ist aufgrund von Komplikationen, die durch seinen stetigen Kampf gegen Prostatakrebs entstanden sind, gestorben. Er war unser Wegbegleiter und Führer von Anfang an, und ohne seine Vision, Leitung und nicht endende Hingabe hätten wir die Höhen, die wir erklommen haben, nie erreicht. Bill liebte das Leben und genoss es in vollen Zügen. Worte können seinen Einfluss auf uns oder andere ihm Nahestehende nicht beschreiben. Durch all die Jahre hat er nie eine Gelegenheit ausgelassen, unsere Shows in seiner Nähe zu besuchen oder zu besonderen Konzerten einzufliegen, wie es bei unserer letzten Show im Madison Square Garden der Fall war. Er hatte gehofft, unsere Show in London Anfang dieses Monats besuchen zu können, doch seine Krankheit ließ das nicht zu. Er plante jedoch, uns zum Start unserer in Kürze beginnenden US-Tour zu besuchen. Wir liebten ihn, sagten ihm das auch, und haben den Frieden, dass er es wusste. Wir werden trauern und alles rühmen, was er war und tat. Wir haben einen Teil von uns verloren.“